# Bardowie (zespół muzyczny)
Bardowie – polski zespół jazzu tradycyjnego w którym po licznych zmianach personalnych zmieniały się zainteresowania muzyczne, od rhythm and bluesa w 1968, po muzykę rockową w 1971.

## Historia
Zespół został założony w lutym 1966 roku przez Ryszarda Szylberga w Poznaniu. Grupa, związała się z Domem Kultury Kolejarz. W tym okresie muzykę formacji zdominował repertuar dixielandowy. W skład zespołu wchodzili: Wojciech Skowroński (śpiew), Mirosława Kowalak (śpiew), Stefan Piątkowski) (śpiew), Aleksander Michalski (klarnet, saksofon, lider), Jerzy Wojciechowski (banjo, gitara), Tadeusz Konieczny (pianino, organy), Bernard Głęboczyk (puzon), Kazimierz Jeliński (tuba), Janusz Olszewski (trąbka), Piotr Siwek (kontrabas, gitara basowa), Włodzimierz Głęboczyk (perkusja).
W październiku 1966 braci Głęboczyków, Wojciechowskiego, Olszewskiego i Jelińskiego zastąpili: Hubert Szymczyński (puzon), Jan Garbarek (perkusja), Ryszard Kaźmierczak (banjo), (gitara), Marian Napieralski (później Czerwono Czarni; trąbka). Ponadto z zespołem współpracował wokalista Piotr Kuźniak. W 1967 r. Bardowie zdobyli 1 nagrodę na Ogólnopolskim Przeglądzie Zespołów Instrumentalnych, Wokalistów i Piosenkarzy w Polanicy Zdroju. W efekcie zespół został zaproszony na V KFPP w Opolu, gdzie w koncercie Mikrofon dla wszystkich Skowroński wykonał m.in. piosenki: Umarł Maciek, umarł i Do widzenia, Teddy. Muzycy wystąpili także w koncercie Nowe Twarze w Polskim Jazzie na MFMJ Jazz Jamboree '67 w Warszawie.
W początku 1968 zespół stał się formacją rhythm and bluesową i był związany z poznańskimi klubami Pod Maskami i Nurt. W latach 1968–1970 w zespole występowali: Mirosława Kieniewicz - (śpiew), Wojciech Lisiecki (śpiew), Andrzej Nackowski (śpiew), Anna Szmeterling (śpiew), Jerzy Korman (gitara), Tomasz Dziubiński (gitara, śpiew), Eugeniusz Efenberg (saksofon), Kazimierz Plewiński (organy, gitara basowa, śpiew), Grzegorz Zerbst (perkusja), Grzegorz Korczyński (organy), Przemysław Lisiecki (perkusja), Wojciech Kurowiak (gitara), Janusz Murawski (gitara basowa), Paweł Dubowicz, a następnie Piotr Piber (organy) i Jacek Napierała (trąbka, sekcja dęta). W 1969 roku grupa dotarła do finału II Młodzieżowego Festiwalu Muzycznego w Rybniku i w Chorzowie. Zajęła 3. miejsce po zespołach Dżamble i Romuald i Roman oraz wystąpiła na festiwalu Jazz Nad Odrą.
Od początku lat siedemdziesiątych grupa związana była z klubem Akumulatory Uniwersytetu im. Adama Mickiewicza w Poznaniu. W latach 1970–1971 grupę tworzyli: Hanna Banaszak (śpiew), Włodzimierz Janowski (śpiew), Aleksandra Caputa (śpiew), Jacek Nowak (gitara basowa), Stanisław Bartosik (pianino), Roman Gloger (gitara, śpiew), Jan Zieliński (perkusja, śpiew), Hubert Barlitz (gitara), Jerzy Kosmowski (gitara basowa), Włodzimierz Maliszewski (perkusja).
W ostatnim składzie Bardów znaleźli się: Janusz Piątkowski (pianino; lider), Marek Surdyk (instrumenty perkusyjne), Zbigniew Wrombel (gitara basowa), Tadeusz Gbur (trąbka), Stanisław Stanisławski (puzon) Zenon Dolata (saksofon altowy). Zespół wziął udział w III Młodzieżowym Festiwalu Muzycznym (wrzesień 1975). Zbigniew Górny zaproponował muzykom pracę we własnej orkiestrze, co położyło kres istnieniu zespołu.
Aleksander Michalski był współtwórcą grup: ABC i Test, a potem przez wiele lat grywał w Stanach Zjednoczonych i Europie Zachodniej, Wojciech Skowroński współpracował z Hubertusami, Drumlersami, Nowymi Polanami, ABC i rozpoczął karierę solową, jednocześnie kierując własnymi zespołami. Kazimierz Plewiński założył Ergo Band, Hanna Banaszak po współpracy z formacją Sami Swoi rozpoczęła karierę solową. Anna Szmeterling, znana później jako Anna Jantar nawiązała współpracę z zespołem Waganci, Paweł Dubowicz współpracował z łódzkim Bractwem Kurkowym 1791 natomiast Zbigniew Wrombel wraz z Krzesimirem Dębskim był współtwórcą grup Warsztat i String Connection.
W 2006 w poznańskim klubie Blue Note odbył się koncert z okazji 40-lecia powstania zespołu Bardowie.

## Nagrania radiowe
1969: Nocny blues (voc. W. Lisiecki), Wielki pies, Rzeczywistość
1975: Do kraju szczęścia (voc. H. Banaszak), Co nam dwojgu trzeba (voc. H. Banaszak)